# Chira spinosa
Pour les articles homonymes, voir Chira.
Espèce
Synonymes
- Ilarginus spinosus Mello-Leitão, 1939
- Phiale cincta Mello-Leitão, 1942
- Anaurus trimaculatus Mello-Leitão, 1943
- Akela aurantiovittata Mello-Leitão, 1945
- Alfenus aurantius Mello-Leitão, 1945
- Chira bicirculigera Soares & Camargo, 1948
- Chira distincta Bauab-Vianna, 1983

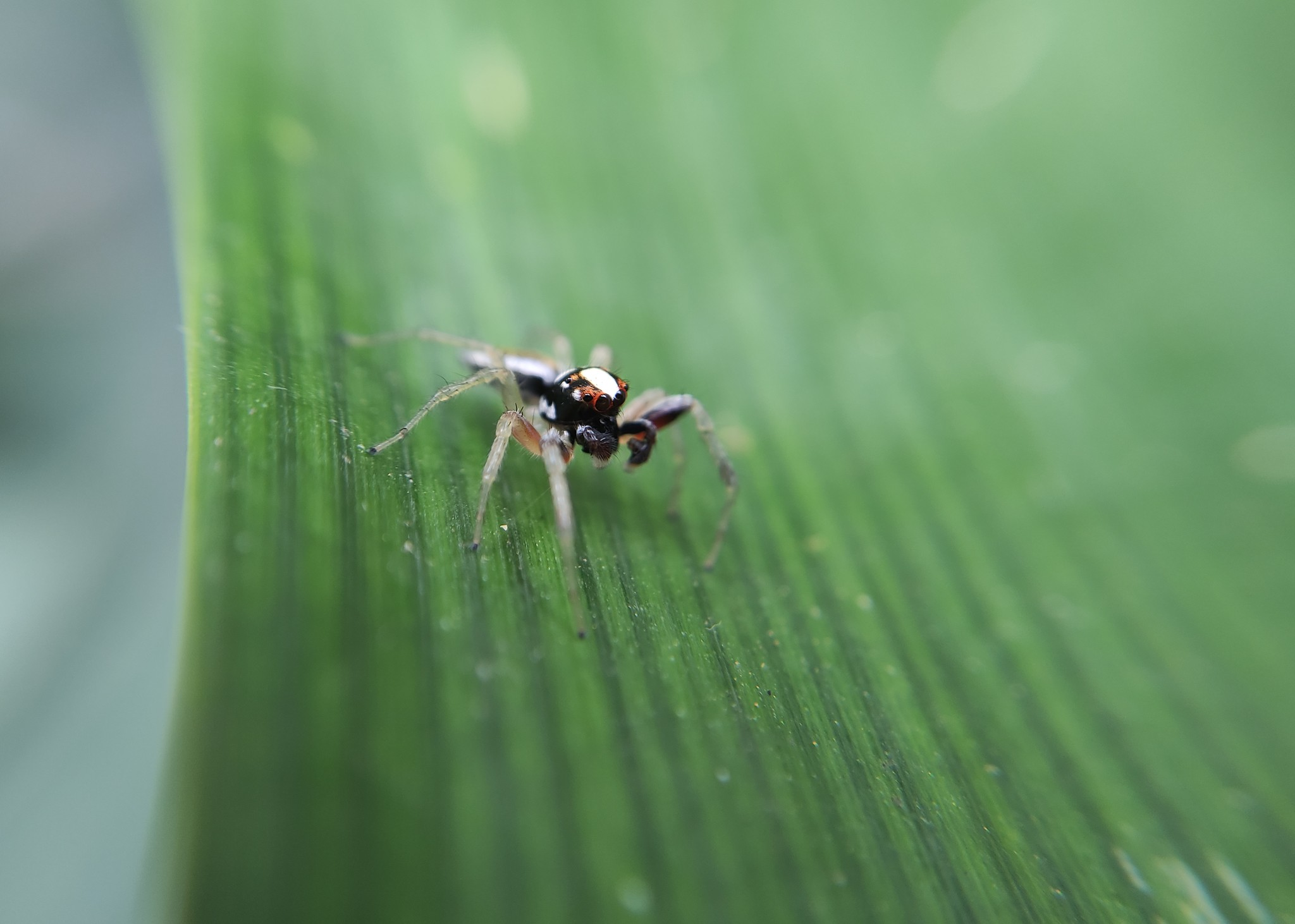

Chira spinosa est une espèce d'araignées aranéomorphes de la famille des Salticidae.

## Distribution
Cette espèce se rencontre au Paraguay, en Argentine, en Bolivie, au Brésil, au Panama et au Honduras.

## Description
Le mâle holotype mesure 6,5 mm.

## Systématique et taxinomie
Cette espèce a été décrite sous le protonyme Ilarginus spinosus par Mello-Leitão en 1939. Elle est placée dans le genre Chira par Galiano en 1961.
Phiale cincta, Alfenus aurantius et Chira bicirculigera ont été placées en synonymie par Galiano en 1961.
Anaurus trimaculatus et Akela aurantiovittata ont été placées en synonymie par Galiano en 1968.
Chira distincta a été placée en synonymie par Marta, Almeida, Valiati, Brescovit et Rodrigues en 2024.
Il ne faut pas confondre cette espèce avec Chira spinosa Mello-Leitão, 1945 actuellement Saitis spinosus (Mello-Leitão, 1945).

## Publication originale
- Mello-Leitão, 1939 : « Araignées américaines du Musée d'histoire naturelle de Bâle. » Revue suisse de zoologie, vol. 46, no 2, p. 43-93.